# بخش‌های دپارتمان یون
بخش‌های دپارتمان یون (انگلیسی: Arrondissements of the Yonne department) شامل ۳ بخش به شرح زیر است:
1. بخش اوسر با ۱۷۳ کمون (فرانسه) و جمعیت ۱۸۰ هزار نفر در سال ۲۰۱۳ می‌باشد.
2. بخش اولون با ۱۴۹ کمون (فرانسه) و جمعیت ۴۸ هزار نفر در سال ۲۰۱۳ می‌باشد.
3. بخش سن با ۱۰۶ کمون (فرانسه) و جمعیت ۱۱۳ هزار نفر در سال ۲۰۱۳ می‌باشد.